# Слиш, Бартош
Ба́ртош Пётр Слиш (пол. Bartosz Piotr Slisz; род. 29 марта 1999, Рыбник, Силезское воеводство) — польский футболист, полузащитник клуба «Атланта Юнайтед» и национальной сборной Польши. Участник чемпионата Европы 2024.

## Карьера

### «Рыбник»
Воспитанник детской футбольной академии «Рыбник». В 2014 году футболист продолжил юношескую карьеру в структуре клуба «Рыбник». В сентябре 2015 года футболист стал подтягиваться к играм с основной командой польского клуба. Дебютировал за клуб 6 сентября 2015 года в матче против клуба «Пуща», выйдя на замену на 86 минуте. Дебютный гол за клуб футболист забил 15 апреля 2016 года в матче против клуба «Знич». Затем футболист смог закрепиться в основной команде клуба, отличившись 2 забитыми голами. Свой следующий сезон футболист также начинал как один из ключевых игроков стартового состава, за первую половину сезона отличившись забитым голом и результативной передачей во всех турнирах.

### «Заглембе» Любин
В феврале 2017 года футболист перешёл в любинский клуб «Заглембе», в котором футболист присоединился к юношеской команде в возрастной категории до 19 лет, за которую и провёл вторую половину сезона. В начале следующего сезона летом 2017 года футболист присоединился ко второй команде клуба. Первый матч футболист сыграл 16 июля 2017 года в рамках Кубка Польши против клуба «Гриф». Первый матч в чемпионате футболист сыграл 6 августа 2017 года против дзержонювской «Лехии», выйдя на поле в стартовом составе. Свой дебютный матч за основную команду клуба футболист сыграл 2 апреля 2018 года против белостокской «Ягеллонии», выйдя на замену на 77 минуте. По итогу сезона футболист вместе с клубом завершили чемпионат на итоговом восьмом месте.
Новый сезон футболист начал 4 августа 2018 года с матча за вторую команду клуба против польковицкого «Гурника». В сентябре 2018 года футболист стал снова подтягиваться к играм с основной командой клуба. Первый матч в сезоне футболист сыграл 14 сентября 2018 года против клуба «Шлёнск», выйдя на замену на 90 минуте. Начиная с конца года футболист смог закрепиться в основной команде клуба, став одним из ключевых игроков. Свой дебютный гол за клуб футболист забил 13 сентября 2019 года в матче против плоцкой «Вислы», также отличившись своей первой результативной передачей. За первую половину сезона футболист отличился за клуб 2 забитыми голами и результативной передачей.

### «Легия»

#### Сезон 2019/20
В феврале 2020 года футболист перешёл в варшавскую «Легию», подписав контракт до конца июня 2024 года. Сумма трансфера футболиста составила порядка 1.5 миллиона евро. Дебютировал за клуб футболист 4 марта 2020 года в матче против гданьской «Лехии», выйдя на замену на 71 минуте. Первым результативным действием за клуб футболист отличился 11 июля 2020 года в матче против «Краковии», отдав голевую передачу. На протяжении сезона футболист был одним из основных игроков варшавского клуба, отличившись своей единственной результативной передачей. По итогу дебютного сезона футболист вместе с варшавским клубом стал победителем чемпионата.

#### Сезон 2020/21
Новый сезон футболист начал 14 августа 2020 года с матча Кубка Польши против клуба «Белхатув». Затем в августе 2020 года футболист вместе с клубом отправился на квалификационные матчи Лиги чемпионов УЕФА. Первый матч в рамках еврокубкового турнира футболист сыграл 18 августа 2020 года против североирландского клуба «Линфилд». Свой первый матч в чемпионате футболист сыграл 22 августа 2020 года против «Ракува», выйдя на поле в стартовом составе. Свой дебютный гол за клуб футболист забил 19 сентября 2020 года в матче против забжевского «Гурника». Затем футболист вместе с клубом вылетел в квалификации Лиги Европы УЕФА, где в раунде плей-офф уступили азербайджанскому «Карабаху». На протяжении сезона футболист был в клубе одним из ключевых игроков, отличившись 3 забитыми голами и результативной передачей во всех турнирах. По итогу сезона вместе с клубом стал победителем чемпионата.

#### Сезон 2021/22
В июле 2021 года футболист вместе с клубом отправился на квалификационные матчи Лиги чемпионов УЕФА. Первый матч футболист сыграл 7 июля 2021 года против норвежского клуба «Будё-Глимт». Вместе с клубом футболист стал серебряным призёром Суперкубка Польши, где в финале 17 июля 2021 года уступили «Ракуву». Первый матч в чемпионате футболист сыграл 24 июля 2021 года против плоцкой «Вислы», выйдя на поле в стартовом составе. В третьем квалификационном раунде Лиги чемпионов УЕФА футболист вместе с клубом уступили загребскому «Динамо», вылетев в квалификационный раунд плей-офф Лиги Европы УЕФА, по итогу которого победили пражскую «Славию» и вышли в основной этап еврокубкового турнира. Первый матч в рамках группового этапа Лиги Европы УЕФА футболист сыграл 15 сентября 2021 года против московского «Спартака». По итогу группового этапа Лиги Европы УЕФА футболист вместе с клубом заняли итоговое последнее место и завершили еврокубковую компанию. Первым результативным действием за клуб футболист отличился 15 декабря 2020 года в матче против любинского «Заглембе», отдав голевую передачу. Первым в сезоне забитым голом футболист отличился 6 мая 2022 года в матче против забжевского «Гурника». По итогу сезона футболист вместе с клубом завершили чемпионат на итоговом десятом месте, отличившись забитым голом и 2 результативными передачами.

#### Сезон 2022/23
Первый матч в новом сезоне футболист сыграл 16 июля 2022 года против клуба «Короны», выйдя на поле в стартовом составе. Первым в сезоне результативным действием за клуб футболист отличился 12 февраля 2023 года в матче против «Краковии», отдав голевую передачу. Вместе с клубом футболист стал обладателем Кубка Польши, где в финале 2 мая 2023 года победили клуб «Ракув». В матче 12 мая 2023 года против белостокской «Ягеллонии» футболист отличился дублем из результативных передач. На протяжении всего сезона футболист был ключевым опорным полузащитником клуба, за который по итогу отличился 4 результативными передачами. По итогу сезона футболист вместе с клубом стал серебряным призёром чемпионата, снова вернувшись в еврокубковые турниры.

#### Сезон 2023/24
Новый сезон футболист начал с победы за Суперкубок Польши, где в финале 15 июля 2023 года победили «Ракув». Первый матч в чемпионате футболист сыграл 21 июля 2023 года против клуба ЛКС, отличившись первой в сезоне результативной передачей. Затем футболист вместе с клубом отправился на квалификационные матчи Лиги конференций УЕФА. Первый матч в рамках еврокубкового турнира футболист сыграл 27 июля 2023 года против казахстанского клуба «Ордабасы». Первым забитым голом в сезоне футболист отличился 24 августа 2023 года в первом матче квалификационного раунда плей-офф Лиги конференций УЕФА против датского клуба «Мидтьюлланн». По итогу ответной встречи 31 августа 2023 года футболист вместе с клубом победили датский «Мидтьюлланн» в серии пенальти и вышли в групповой этап турнира. Первый матч в групповом этапе Лиги конференций УЕФА футболист сыграл 21 сентября 2023 года против английской «Астон Виллы». Вместе с клубом заняли второе место в группе и вышли в раунд плей-офф Лиги конференций УЕФА.

### «Атланта Юнайтед»
В январе 2024 года футболист перешёл в американский клуб «Атланта Юнайтед», подписав пятилетний контракт. Сумма трансфера футболиста составила порядка 3,5 млн долларов. Дебютировал за клуб футболист 24 февраля 2024 года в матче против клуба «Коламбус Крю», выйдя на поле в стартовом составе.

## Международная карьера
Выступал в юношеских польских сборных до 17 лет и до 18 лет. В сентябре 2018 года футболист получил вызов в молодёжную сборную Польши до 20 лет для участия в Элитной лиге. Дебютировал за сборную футболист 6 сентября 2018 года в матче против сборной Италии. В мае 2019 года в составе сборной футболист отправился на молодёжный чемпионат мира. В сентябре 2019 года футболист получил вызов в молодёжную сборную Польши для участия в квалификационных матчах молодёжного чемпионата Европы. Дебютировал за сборную 15 ноября 2019 года в матче против сборной Болгарии.
В августе 2021 года футболист получил вызов в национальную сборную Польши для участия в квалификациях на чемпионат мира. Дебютировал за сборную 5 сентября 2021 года в матче против сборной Сан-Марино, выйдя на замену в начале второго тайма, заменив Якуба Модера.

## Достижения
«Легия»
- Чемпион Польши (2): 2019/20, 2020/21
- Обладатель Кубка Польши: 2022/23
- Обладатель Суперкубка Польши: 2023/24